# 西條幸子
西條 幸子（さいじょう ゆきこ）は、日本のアナウンサー、講師、交流分析士、西條ユキコ企画室主宰。岩手県盛岡市生まれ。

## 略歴
1968年、岩手放送（現IBC岩手放送）にアナウンサーとして入社。
1987年退社後、フリーアナウンサーとなり、西條ユキコ企画室主宰として、キャリアアップアカデミーを開校。

## IBC岩手放送時代の主な担当番組

### テレビ
- おはよう岩手
- ラブリーいわて
- 土曜ワイド いわては今

### ラジオ
- 歌のない歌謡曲
- ラジオ川柳岩手
- ポップ・イン・岩手
- エンドウ・ミュージック・ショウウインドウ

## IBC岩手放送退社後

### テレビ
- よろしくパブバブ
- わくわく情報館

### ラジオ
- 朝の散歩道
- ワンダフル・シニアワールド
- ハッピー・シニア・エイジ
- 喜多直毅のハイパーダンゴ
- 西条ユキコのマナーアップ講座
- 西條ユキコのＴＡタイム

## 書籍
- 岩手放送 編『わが愛いわての女 : IBCラジオ「ユキコのおしゃべり倶楽部」より』北日本書房、1980年12月25日。NDLJP:12254587。
- ハッピー・シニア・エイジ